# Префектура Сідзуока
Префекту́ра Сідзуо́ка (яп. 静岡県, しずおかけん, МФА: [ɕizuoka keɴ]?) — префектура в Японії, в регіоні Чюбу, Східномор'я.  Розташована в східній частині острова Хонсю, на узбережжі Тихого океану. Адміністративний центр префектури — Сідзуока. Межує з префектурами Канаґава, Яманасі, Наґано та Айті. Заснована 1871 року на основі провінцій Тотомі й Суруґа. Площа становить 7780,42 км². Станом на 1 серпня 2011 року в префектурі мешкало 3 752 078 осіб. Густота населення складала 482 осіб/км². Основою економіки є сільське господарство, вирощування чаю, рибальство. 

## Короткі відомості

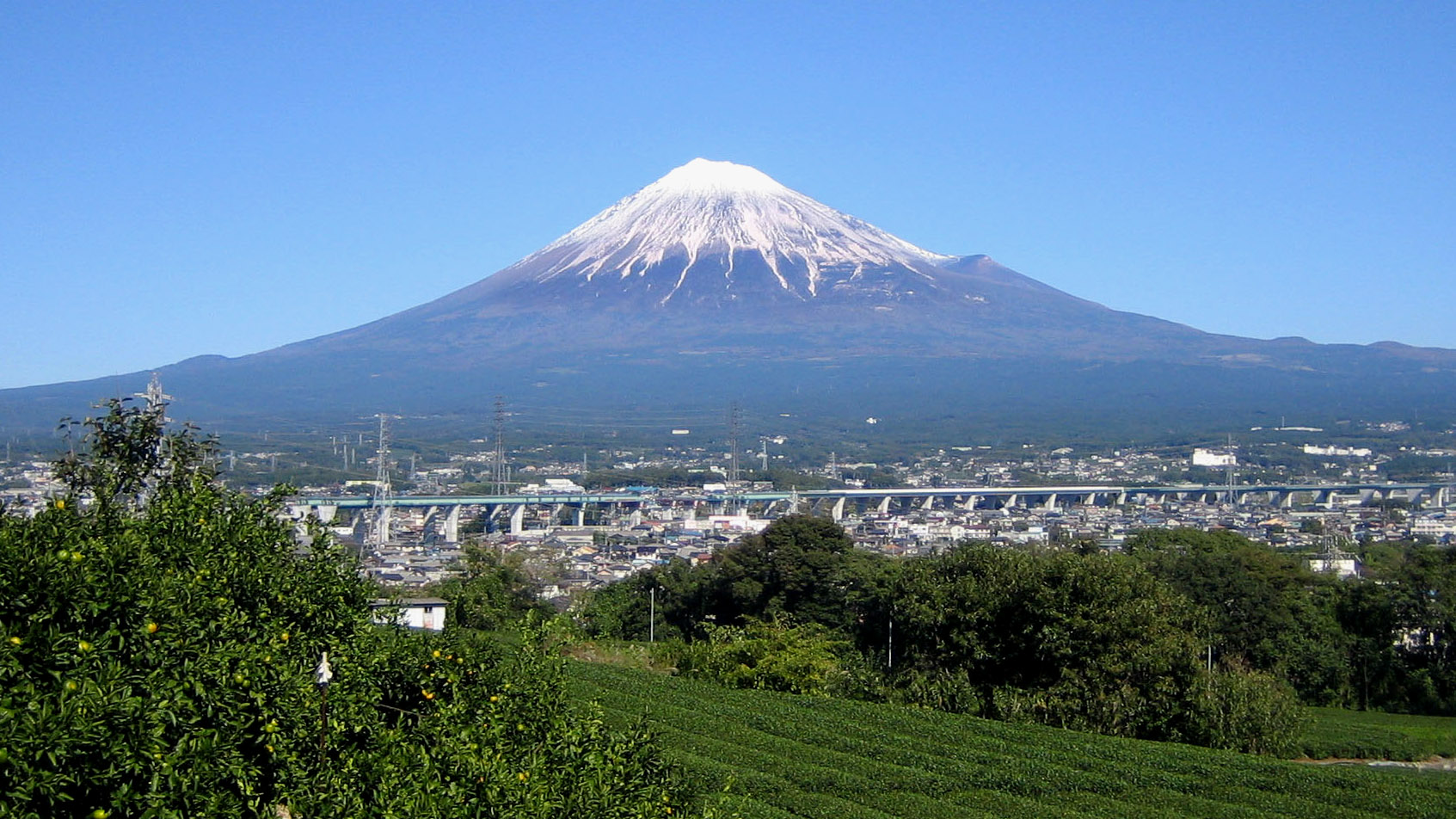
Гора Фудзі на тлі чайних плантацій.

Префектура Сідзуока розташована на сході острова Хонсю, в південно-східній частині регіону Тюбу. На сході вона межує з префектурою Канаґава, на півночі — з префектурами Яманасі та Наґано, на заході — з префектурою Айті. Південь Сідзуоки омивають води Тихого океану. Протяжність префектури з півночі на південь становить 118 км, з заходу на схід — 155 км. Адміністративний центр — місто Сідзуока, назване на честь гори Сідзухата.
Префектура Сідзуока займає територію історичних провінцій Ідзу, Суруґа й Тотомі. Вони виконували роль коридору між Західною та Східною Японією.В середньовіччі ці землі належали самурайському роду Імаґава, гегемону регіону Східномор'я. В ранньому новому часі провінції перейшли сьоґунату Токуґава та володарям його васальних уділів. Через Ідзу, Суруґу й Тотомі проходила головна стратегічна транспортна артерія старої Японії — Східноморський шлях. Він сполучав Едо, політично-адміністіративний центр країни, зі столицею Кіото.
Рельєф префектури Сідзуока гористий. Більшість населених пунктів розташовані в долинах річок та плато, що пролягають вздовж тихоокеанського узбережжя на півдні. Так само на півдні сконцентровані основні підприємства та промислові заводи префектури. Транспортне сполучення між західними й східними районами розвинене краще ніж сполучення між півднем і гористою північчю.
Територія префектури Сідзуока поділяється на три регіони, розділені річками Фудзі й Ой, — східний, середній і західний. Центрами першого виступають міста Нумадзу й Фудзі, другого — Сідзуока та Сімідзу, третього — Хамамацу. Східний півострів Ідзу окремо ділиться на південний, східний і західні райони. Їх центрами є міста Сімода, Атамі й Місіма.
Основою економіки префектури Сідзуока є рибальство, вирощування і виготовлення чаю, харчова і текстильна промисловість, машинобудування, туризм. Поділ населення за секторами економіки повторює загальнояпонський розподіл — більшість зайнята в третинному секторі торгівлі й послуг. Західна частина префектури входить до Наґойського промислового району. Мешканці префектури проживають переважно на півдні. Північні райони, а також терени півострова Ідзу заселені слабо.

## Освіта
- Сідзуоцький університет
- Хамамацуський медичний університет